# Bois-l'Évêque
Bois-l'Évêque é uma comuna francesa na região administrativa da Normandia, no departamento de Sena Marítimo. Estende-se por uma área de 7,25 km². Em 2010 a comuna tinha 588 habitantes (densidade: 81,1 hab./km²).